# Априљанело I (Кротоне)
Априљанело I је насеље у Италији у округу Кротоне, региону Калабрија.
Према процени из 2011. у насељу је живело 156 становника. Насеље се налази на надморској висини од 124 м.